# 卡皮尼亚诺萨伦蒂诺
卡皮尼亚诺萨伦蒂诺（義大利語：Carpignano Salentino），是意大利莱切省的一个市镇。总面积48平方公里，人口3852人，人口密度80.3人/平方公里（2009年）。ISTAT代码为075015。